# John Barnes (Fußballspieler)
John Charles Bryan Barnes MBE (* 7. November 1963 in Kingston, Jamaika) ist ein ehemaliger englischer Fußballspieler. In den 1980er- und 1990er-Jahren als Mittelfeldspieler errang er nationale Erfolge mit dem FC Watford und dem FC Liverpool. Nach dem Ende seiner aktiven Laufbahn war er jeweils kurzzeitig Trainer des schottischen Spitzenvereins Celtic Glasgow und der jamaikanischen Nationalmannschaft.

## Sportliche Laufbahn

### Jugendzeit und Durchbruch beim FC Watford
Der aus Jamaika stammende John Barnes zog bereits in jungen Jahren nach England und wurde im Schüleralter vom FC Watford entdeckt, als er für den Amateurverein Sudbury Court – im Westen Londons – spielte. Nach einer erfolgreichen Partie für die Reservemannschaft unterzeichnete Barnes bei dem FC Watford am 14. Juli 1981 einen Profivertrag, wobei Gerüchten zufolge anstelle einer Ablöse lediglich ein Satz Trikots nach Sudbury übermittelt wurde.
Im Alter von nur 17 Jahren debütierte er im September 1981 beim 1:1-Remis an der heimischen Vicarage Road in einem Zweitligaspiel gegen Oldham Athletic. Sein erster Trainer war dabei Graham Taylor, der den Verein in allen vier Profispielklassen betreute.
Barnes stieg bereits in seiner ersten Saison – als Vizemeister hinter dem Lokalrivalen Luton Town – in die oberste englische Spielklasse auf und führte sich dort spektakulär ein, als der Neuling die Vizemeisterschaft hinter dem FC Liverpool, dem späteren Verein von Barnes, errang. Es folgte im Jahre 1984 der Einzug in FA-Cup-Endspiel, wo Barnes mit seinem Verein erwartungsgemäß mit 0:2 dem FC Everton unterlag.
Da Barnes in höchsten Maße mitverantwortlich für diesen Leistungsschub des FC Watford war, der auch eine Teilnahme am UEFA-Pokal im Jahre 1983 beinhaltete, und sich durch seine technischen Fertigkeiten sowie seine Antrittsschnelligkeit auf der linken Außenseite schnell eine große Anhängerschaft erarbeitete, ereilte ihn in dieser Zeit auch der Ruf des englischen Nationaltrainers Bobby Robson. Am 28. Mai 1983 debütierte Barnes im Trikot Englands gegen Nordirland in einem Spiel der British Home Championship im Windsor Park zu Belfast und wurde dabei in der zweiten Halbzeit für seinen Vereinskameraden Luther Blissett eingewechselt.
Der 10. Juni 1984 stellte einen vorläufigen Höhepunkt in der Karriere von John Barnes dar, als ihm ein außergewöhnliches Tor gegen Brasilien in einem Freundschaftsspiel im Maracanã in Rio de Janeiro gelang, wobei er mit einem schnellen Antritt zahlreiche gegnerische Abwehrspieler düpierte, den Torwart umspielte und den Ball ins leere Tor einschob. Dieser Treffer brachte Barnes einen weltweiten Bekanntheitsgrad, sorgte aber auch dafür, dass in der heimischen Presse große Erwartungen hinsichtlich seiner künftigen Entwicklung geweckt wurden. Obwohl seine Karriere in der Nationalmannschaft dann auch über ein Jahrzehnt andauern sollte, wurde sie dieser Erwartung dann auch nicht gerecht und von vielen Experten sogar als enttäuschend angesehen. Trotz seiner insgesamt 79 Länderspiele und elf Tore – womit er fast elf Jahre lang in der „Top Ten“ war (bis ihn David Beckham und Gary Neville aus dieser verdrängten) – konnte er seine guten Vereinsleistungen nur selten auch für England zeigen.
Barnes befand sich zwar auch im englischen Kader der Fußball-WM 1986, wurde dort aber erst im Viertelfinale gegen Argentinien – 15 Minuten vor dem Ende beim Stand von 0:2 – eingewechselt. Während dieser verbleibenden Zeit konnte er die gegnerische Abwehr einige Male in Bedrängnis bringen, bereitete den 1:2-Anschlusstreffer von Gary Lineker vor und sorgte mit einer hohen Flanke fast für den Ausgleichstreffer, die Lineker jedoch nicht in ein Tor ummünzen konnte. Obwohl England aufgrund der Niederlage aus dem Turnier ausschied, hatte Barnes mit diesem Kurzauftritt wieder seinen möglichen Wert für das Team gezeigt.

### Wechsel zum FC Liverpool
Ein Jahr nach der Weltmeisterschaft verließ Barnes nach 292 Spielen und 83 Toren die „Hornets“ und wechselte am 9. Juli 1987 für eine Ablösesumme von 900.000 britische Pfund zu dem von Kenny Dalglish trainierten Verein FC Liverpool. Gleichzeitig schloss sich auch sein Nationalmannschaftskamerad Peter Beardsley in Anfield an und bildete fortan mit John Aldridge und später Ian Rush eine der besten Offensivformationen in der Klubgeschichte. Gemeinsam mit Beardsley feierte Barnes am 15. August 1987 seinen Einstand bei einem 2:1-Auswärtssieg im Meisterschaftsspiel gegen den FC Arsenal in Highbury. Dabei hatte bereits nach sieben Spielminuten eine trickreiche Kombination der beiden Neulinge dafür gesorgt, dass Aldridge die Vorarbeit zum frühen Führungstreffer nutzen konnte. Sein erstes Tor erzielte Barnes beim 2:0-Heimspiel gegen Oxford United am 12. September. Dem 1:0 von Aldridge gegen seinen alten Arbeitgeber folgte bereits in der 37. Minute der Schlusspunkt von Barnes zum sicheren 2:0.
Barnes absolvierte eine außergewöhnliche Spielzeit mit dem FC Liverpool, der in den ersten 29 Meisterschaftsspielen komplett unbesiegt blieb und nach insgesamt nur zwei Niederlagen sicher den englischen Titel gewinnen konnte. Das Double verpasste er jedoch, nachdem der FC Wimbledon im Endspiel überraschend den frisch gekürten Meister mit 1:0 schlug. Dabei hatte Barnes zuvor an dem anlässlich des Pokalfinals aufgenommenen Lied „Anfield Rap“ mitgewirkt, das sogar bis auf den dritten Platz der britischen Hitparade stieg.
Erfolg und Enttäuschung drehten sich in gleicher Weise in der Saison 1988/89 für Barnes und den FC Liverpool um. Einem 3:2-Endspielsieg im FA Cup gegen den „Merseyside-Rivalen“ FC Everton – und einem dabei vor allem in der Verlängerung gut aufgelegten Barnes – stand ein unglückliches letztes Meisterschaftsspiel entgegen. In der Partie gegen den direkten Konkurrenten FC Arsenal unterlag Liverpool in letzter Sekunde mit 0:2 Toren und fiel dadurch noch auf den zweiten Platz zurück.
Während der ersten Jahre beim FC Liverpool wurde Barnes immer wieder mit rassistischen Beschimpfungen aus dem rechtsextrem gesinnten Lager gegnerischer Fangruppen konfrontiert. Eine sehr bekannte Fotografie zeigt Barnes während eines Spiels, als er eine Art Hackentrick mit einer Banane – die nach ihm geworfen wurde – vollführte. Auch in der englischen Nationalmannschaft wurde er – wie sein ebenfalls dunkelhäutiger Mitspieler Mark Chamberlain – von rassistisch geprägten Gruppen bedroht. Dabei waren vor allem die Schmähungen im Juni 1984 ein Tiefpunkt, die er während des Rückflugs von Südamerika durch Mitpassagiere erleiden musste, die der national gesinnten British National Front nahestanden. Diese bestanden darauf, dass England gegen Brasilien – statt mit 2:0 – nur mit 1:0 gewonnen hätte, da der in der Heimat so gefeierte Treffer von Barnes „nicht zähle“.
Im gleichen Jahr, als Barnes mit Liverpool erneut die Meisterschaft gewinnen konnte, wurde er in den englischen Kader für die WM 1990 in Italien berufen. Dort verpasste er aufgrund einer Verletzung die Halbfinalniederlage seiner Mannschaft gegen Deutschland im Elfmeterschießen. Als Mitglied der Band Englandneworder hatte Barnes dabei mit dem Titel „World In Motion“, der anlässlich der Weltmeisterschaft aufgenommen worden war, den ersten Platz der UK-Charts belegt.
Zwei Jahre später errang Barnes mit Liverpool zweitmalig der FA Cup, wurde aber in der Nationalmannschaft – wie auch die meisten Akteure des Teams zu dieser Zeit – stetig dafür kritisiert, dass das Leistungspotential über eine längere Phase hinweg nicht ausgeschöpft werden konnte (Barnes stand aufgrund seines immer wieder erwarteten internationalen Durchbruchs exemplarisch für die in Öffentlichkeit empfundenen Misere Englands). Als sich zur Mitte der 1990er-Jahre die Karriere langsam seinem Ende zuneigte, begann Barnes die unterdurchschnittlichen Leistungen für England durch einen stärkeren Fokus auf den Vereinsfußball zu kompensieren. Er bekannte sich öffentlich dazu, dem FC Liverpool auch weiter erhalten zu bleiben, um die verstärkt aufkommenden Talente in der turbulenten Zeit unter Trainer Graeme Souness – und ab 1994 unter Roy Evans – zu führen. Mit letztgenanntem Trainer gewann Barnes mit den jungen Spielern, darunter sein bevorzugter „Schüler“ Steve McManaman, der zentrale Mittelfeldspieler Jamie Redknapp und der Stürmer Robbie Fowler, 1995 den Ligapokal.
Nach zwölf Jahren beendete Barnes am 6. September 1995 beim 0:0 in einem Freundschaftsspiel gegen Kolumbien im Wembley-Stadion mit seiner 79. Partie die Karriere in der englischen Auswahl. Einziger Glanzpunkt in dieser eher spannungsarmen Partie war dabei eine ungewöhnliche Abwehraktion des exzentrischen kolumbianischen Torhüters René Higuita, der sich nach vorne fallen ließ und einen Weitschuss kopfüber mit beiden Hacken abwehrte (was schließlich als „Skorpion-Trick“ bekannt wurde).

### Karriereherbst in Newcastle und London
Sein letzter Erfolg für den FC Liverpool sollte 1996 das erneute Erreichen des FA-Cup-Endspiels sowie ein Jahr später der Gewinn der Vizemeisterschaft, bei der sich der Klub Manchester United nur knapp geschlagen geben musste. Am 13. August 1997 verließ Barnes den FC Liverpool nach 407 Spielen und 108 Toren. Er schloss sich daraufhin dem Verein Newcastle United an und trainierte fortan wieder unter seinem ehemaligen Mentor aus Liverpooler Zeiten Kenny Dalglish, der zur gleichen Zeit bei den „Magpies“ anheuerte. Dort verbrachte Barnes jedoch nur eine kurze Zeit und wechselte nach sieben Toren in 41 Partien nach London zu Charlton Athletic, wo er seine Karriere schließlich nach nur zwölf weiteren Einsätzen – darunter lediglich zwei Startaufstellungen – beendete.

### Kurzer Wechsel ins Trainergeschäft
Mit der Reputation von 752 Pflichtspielen und 198 Toren für vier Profivereine wechselte Barnes nach seiner aktiven Laufbahn mit hohen Erwartungen in das Trainergeschäft, als er beim renommierten schottischen Großverein Celtic Glasgow begann. Erneut arbeitete er dort mit Kenny Dalglish zusammen, der als eine Art General- bzw. Sportdirektor fungierte. Diese Konstellation führte aber zu einer der enttäuschendsten Saisonverläufe in der Geschichte von Celtic Glasgow und nach dem Ausscheiden aus dem schottischen Pokal am 8. Februar 2000 gegen den damals zweitklassigen Club Inverness Caledonian Thistle wurde Barnes vorzeitig entlassen und durch Dalglish bis zum Saisonende ersetzt.
Seitdem betätigt sich Barnes zunehmend in der Medienlandschaft und ist vor allem als Experte des Fernsehsenders ITV bekannt. Außerdem moderiert er Sendungen zur Fußballberichterstattung des Senders Five und besitzt dort mit der „John Barnes’ Football Night“ seine eigene – jeweils freitags ausgestrahlte – wöchentliche Fußball-Talkshow. Barnes engagiert sich außerhalb des Sports als Botschafter für die Kinderrechtsorganisation „Save the Children“.

## Erfolge

### Als Spieler
- Englischer Meister: 1988, 1990
- FA-Cup-Sieger: 1989, 1992
- Englischer Ligapokalsieger: 1995
- Charity-Shield-Sieger: 1988, 1989, 1990* * (geteilter Titel)
- Englands Fußballer des Jahres: 1988, 1990

### Als Trainer
- Karibik-Meister: 2008 (als Trainer von Jamaika)

## Privates & Trivia
- Barnes’ Vater Roderick Kenrick „Ken“ Barnes (1935–2009) stammte aus Trinidad und Tobago. Er diente bis 1989 33 Jahre lang in den Streitkräften und war unter anderem von 1972 bis 1973 Kommandeur des 1. Bataillons des Jamaica Regiments. Sein letzter Dienstgrad war Colonel. Zudem war er Präsident der Swimming Association of Jamaica (SWAJ) und des Jamaica Boxing Board of Control (JBBC).[1]
- 1988 und 1990 wurde Barnes jeweils von den britischen Fußballjournalisten zu Englands Fußballer des Jahres gewählt. Ergänzt wird dies durch eine weitere Auszeichnung im Jahre 1988, als ihn seine Fußballerkollegen mit dem gleichen Titel beehrten. Barnes wurde 2005 aufgrund seiner Verdienste für den englischen Fußball in die englische Football Hall of Fame aufgenommen und gilt insgesamt als einer der talentiertesten Spieler in der Geschichte der englischen Nationalmannschaft.
- Wie alle anderen Spieler des FC Liverpool in den 1980er-Jahren erhielt auch Barnes einen Spitznamen, der sich an der damals in England sehr beliebten US-amerikanischen Fernsehserie „Dallas“ anlehnte. Der Name der Figur „Digger Barnes“ sorgte dafür, dass Barnes während seiner Liverpooler Zeit sowohl von seinen Mannschaftskameraden als auch schließlich von den Anhängern „Digger“ genannt wurde.
- In der im Sommer 2006 groß angelegten Umfrage „100 Players Who Shook The Kop“ zu den beliebtesten Spielern in der Geschichte des FC Liverpool belegte Barnes hinter Kenny Dalglish, Steven Gerrard, Ian Rush und Robbie Fowler den fünften Platz.
- Barnes hat zwei Söhne und zwei Töchter.

## Soziales Engagement
Barnes engagiert sich als Botschafter bei Show Racism the Red Card.